# Tournoi de Londres de rugby à sept 2009
Navigation
2008 2010
Le Tournoi de Londres de rugby à sept 2009 (anglais : London rugby sevens 2009) est la 7e et avant-dernière étape de la saison 2008-2009 du IRB Sevens World Series. Elle se déroule les 23 et 24 mai 2009 au Stade de Twickenham à Londres, en Angleterre.
La victoire finale revient à l'équipe d'Angleterre, qui bat en finale l'équipe de Nouvelle-Zélande sur le score de 31 à 26.

## Équipes participantes
Seize équipes participent au tournoi (douze équipes permanentes plus quatre invitées) :
- Afrique du Sud
- Allemagne (invitée)
- Angleterre
- Argentine
- Australie
- Canada (invitée)
- Écosse
- États-Unis
- Fidji
- France
- Pays de Galles
- Géorgie (invitée)
- Kenya
- Nouvelle-Zélande
- Portugal (invitée)
- Samoa

## Phase de poules

### Poule A
| Rang | Pays           | J | V | N | D | Pm  | Pe  | Diff | Pts |
| ---- | -------------- | - | - | - | - | --- | --- | ---- | --- |
| 1    | Afrique du Sud | 3 | 3 | 0 | 0 | 116 | 19  | +97  | 9   |
| 2    | Australie      | 3 | 2 | 0 | 1 | 95  | 38  | +57  | 7   |
| 3    | Pays de Galles | 3 | 1 | 0 | 2 | 71  | 65  | +6   | 5   |
| 4    | Allemagne      | 3 | 0 | 0 | 3 | 5   | 165 | -160 | 3   |

|  | Afrique du Sud | 17 - 14 | Australie | Stade de Twickenham, Londres |
|  |                |         |           | Stade de Twickenham, Londres |
|  |                |         |           | Stade de Twickenham, Londres |

|  | Pays de Galles | 45 - 5 | Allemagne | Stade de Twickenham, Londres |
|  |                |        |           | Stade de Twickenham, Londres |
|  |                |        |           | Stade de Twickenham, Londres |

|  | Australie | 31 - 21 | Pays de Galles | Stade de Twickenham, Londres |
|  |           |         |                | Stade de Twickenham, Londres |
|  |           |         |                | Stade de Twickenham, Londres |

|  | Afrique du Sud | 70 - 0 | Allemagne | Stade de Twickenham, Londres |
|  |                |        |           | Stade de Twickenham, Londres |
|  |                |        |           | Stade de Twickenham, Londres |

|  | Australie | 50 - 0 | Allemagne | Stade de Twickenham, Londres |
|  |           |        |           | Stade de Twickenham, Londres |
|  |           |        |           | Stade de Twickenham, Londres |

|  | Afrique du Sud | 29 - 5 | Pays de Galles | Stade de Twickenham, Londres |
|  |                |        |                | Stade de Twickenham, Londres |
|  |                |        |                | Stade de Twickenham, Londres |

### Poule B
| Rang | Pays       | J | V | N | D | Pm  | Pe  | Diff | Pts |
| ---- | ---------- | - | - | - | - | --- | --- | ---- | --- |
| 1    | Angleterre | 3 | 3 | 0 | 0 | 112 | 28  | +84  | 9   |
| 2    | France     | 3 | 1 | 1 | 1 | 97  | 53  | +44  | 6   |
| 3    | Samoa      | 3 | 1 | 1 | 1 | 87  | 57  | +30  | 6   |
| 4    | Géorgie    | 3 | 0 | 0 | 3 | 7   | 165 | -158 | 3   |

|  | Samoa | 26 - 26 | France | Stade de Twickenham, Londres |
|  |       |         |        | Stade de Twickenham, Londres |
|  |       |         |        | Stade de Twickenham, Londres |

|  | Angleterre | 61 - 0 | Géorgie | Stade de Twickenham, Londres |
|  |            |        |         | Stade de Twickenham, Londres |
|  |            |        |         | Stade de Twickenham, Londres |

|  | France | 57 - 7 | Géorgie | Stade de Twickenham, Londres |
|  |        |        |         | Stade de Twickenham, Londres |
|  |        |        |         | Stade de Twickenham, Londres |

|  | Angleterre | 31 - 14 | Samoa | Stade de Twickenham, Londres |
|  |            |         |       | Stade de Twickenham, Londres |
|  |            |         |       | Stade de Twickenham, Londres |

|  | Samoa | 47 - 0 | Géorgie | Stade de Twickenham, Londres |
|  |       |        |         | Stade de Twickenham, Londres |
|  |       |        |         | Stade de Twickenham, Londres |

|  | Angleterre | 20 - 14 | France | Stade de Twickenham, Londres |
|  |            |         |        | Stade de Twickenham, Londres |
|  |            |         |        | Stade de Twickenham, Londres |

### Poule C
| Rang | Pays       | J | V | N | D | Pm | Pe | Diff | Pts |
| ---- | ---------- | - | - | - | - | -- | -- | ---- | --- |
| 1    | Écosse     | 3 | 2 | 0 | 1 | 64 | 24 | +40  | 7   |
| 2    | Fidji      | 3 | 2 | 0 | 1 | 59 | 27 | +32  | 7   |
| 3    | Kenya      | 3 | 2 | 0 | 1 | 55 | 38 | +17  | 7   |
| 4    | États-Unis | 3 | 0 | 0 | 3 | 10 | 99 | -89  | 3   |

|  | Fidji | 26 - 5 | Kenya | Stade de Twickenham, Londres |
|  |       |        |       | Stade de Twickenham, Londres |
|  |       |        |       | Stade de Twickenham, Londres |

|  | Écosse | 40 - 0 | États-Unis | Stade de Twickenham, Londres |
|  |        |        |            | Stade de Twickenham, Londres |
|  |        |        |            | Stade de Twickenham, Londres |

|  | Kenya | 33 - 0 | États-Unis | Stade de Twickenham, Londres |
|  |       |        |            | Stade de Twickenham, Londres |
|  |       |        |            | Stade de Twickenham, Londres |

|  | Écosse | 12 - 7 | Fidji | Stade de Twickenham, Londres |
|  |        |        |       | Stade de Twickenham, Londres |
|  |        |        |       | Stade de Twickenham, Londres |

|  | Kenya | 17 - 12 | Écosse | Stade de Twickenham, Londres |
|  |       |         |        | Stade de Twickenham, Londres |
|  |       |         |        | Stade de Twickenham, Londres |

|  | Fidji | 26 - 10 | États-Unis | Stade de Twickenham, Londres |
|  |       |         |            | Stade de Twickenham, Londres |
|  |       |         |            | Stade de Twickenham, Londres |

### Poule D
| Rang | Pays             | J | V | N | D | Pm  | Pe | Diff | Pts |
| ---- | ---------------- | - | - | - | - | --- | -- | ---- | --- |
| 1    | Nouvelle-Zélande | 3 | 3 | 0 | 0 | 121 | 7  | +114 | 9   |
| 2    | Portugal         | 3 | 1 | 1 | 1 | 52  | 71 | -19  | 6   |
| 3    | Argentine        | 3 | 1 | 1 | 1 | 45  | 71 | -26  | 6   |
| 4    | Canada           | 3 | 0 | 0 | 3 | 19  | 88 | -69  | 3   |

|  | Nouvelle-Zélande | 38 - 0 | Argentine | Stade de Twickenham, Londres |
|  |                  |        |           | Stade de Twickenham, Londres |
|  |                  |        |           | Stade de Twickenham, Londres |

|  | Portugal | 24 - 7 | Canada | Stade de Twickenham, Londres |
|  |          |        |        | Stade de Twickenham, Londres |
|  |          |        |        | Stade de Twickenham, Londres |

|  | Nouvelle-Zélande | 43 - 7 | Portugal | Stade de Twickenham, Londres |
|  |                  |        |          | Stade de Twickenham, Londres |
|  |                  |        |          | Stade de Twickenham, Londres |

|  | Argentine | 24 - 12 | Canada | Stade de Twickenham, Londres |
|  |           |         |        | Stade de Twickenham, Londres |
|  |           |         |        | Stade de Twickenham, Londres |

|  | Nouvelle-Zélande | 40 - 0 | Canada | Stade de Twickenham, Londres |
|  |                  |        |        | Stade de Twickenham, Londres |
|  |                  |        |        | Stade de Twickenham, Londres |

|  | Argentine | 21 - 21 | Portugal | Stade de Twickenham, Londres |
|  |           |         |          | Stade de Twickenham, Londres |
|  |           |         |          | Stade de Twickenham, Londres |

## Phase finale
Résultats de la phase finale

### Tournois principaux

#### Cup
|  | Quarts de finale | Quarts de finale |                  |    | Demi-finales | Demi-finales |  |  | Finale | Finale |
|  | Quarts de finale | Quarts de finale |                  |    | Demi-finales | Demi-finales |  |  | Finale | Finale |
|  |                  |                  |                  |    |              |              |  |  |        |        |
|  |                  |                  |                  |    |              |              |  |  |        |        |
|  |                  |                  |                  |    |              |              |  |  |        |        |
|  | Angleterre       | 26               |                  |    |              |              |  |  |        |        |
|  | Angleterre       | 26               |                  |    |              |              |  |  |        |        |
|  | Australie        | 12               |                  |    |              |              |  |  |        |        |
|  | Australie        | 12               | Angleterre       | 26 |              |              |  |  |        |        |
|  |                  |                  | Angleterre       | 26 |              |              |  |  |        |        |
|  |                  | Écosse           | 12               |    |              |              |  |  |        |        |
|  | Écosse           | Écosse           | 12               | 22 |              |              |  |  |        |        |
|  | Écosse           |                  |                  | 22 |              |              |  |  |        |        |
|  | Portugal         | 21               |                  |    |              |              |  |  |        |        |
|  | Portugal         | 21               | Angleterre       | 31 |              |              |  |  |        |        |
|  |                  |                  | Angleterre       | 31 |              |              |  |  |        |        |
|  |                  | Nouvelle-Zélande | 26               |    |              |              |  |  |        |        |
|  | Nouvelle-Zélande | Nouvelle-Zélande | 26               | 33 |              |              |  |  |        |        |
|  | Nouvelle-Zélande |                  |                  | 33 |              |              |  |  |        |        |
|  | Fidji            | 14               |                  |    |              |              |  |  |        |        |
|  | Fidji            | 14               | Nouvelle-Zélande | 10 |              |              |  |  |        |        |
|  |                  |                  | Nouvelle-Zélande | 10 |              |              |  |  |        |        |
|  |                  | Afrique du Sud   | 5                |    |              |              |  |  |        |        |
|  | Afrique du Sud   | Afrique du Sud   | 5                | 21 |              |              |  |  |        |        |
|  | Afrique du Sud   |                  |                  | 21 |              |              |  |  |        |        |
|  | France           | 5                |                  |    |              |              |  |  |        |        |
|  | France           | 5                |                  |    |              |              |  |  |        |        |

#### Bowl
|  | Quarts de finale | Quarts de finale |                |    | Demi-finales | Demi-finales |  |  | Finale | Finale |
|  | Quarts de finale | Quarts de finale |                |    | Demi-finales | Demi-finales |  |  | Finale | Finale |
|  |                  |                  |                |    |              |              |  |  |        |        |
|  |                  |                  |                |    |              |              |  |  |        |        |
|  |                  |                  |                |    |              |              |  |  |        |        |
|  | Kenya            | 12               |                |    |              |              |  |  |        |        |
|  | Kenya            | 12               |                |    |              |              |  |  |        |        |
|  | Canada           | 7                |                |    |              |              |  |  |        |        |
|  | Canada           | 7                | Kenya          | 17 |              |              |  |  |        |        |
|  |                  |                  | Kenya          | 17 |              |              |  |  |        |        |
|  |                  | Samoa            | 10             |    |              |              |  |  |        |        |
|  | Samoa            | Samoa            | 10             | 42 |              |              |  |  |        |        |
|  | Samoa            |                  |                | 42 |              |              |  |  |        |        |
|  | Allemagne        | 0                |                |    |              |              |  |  |        |        |
|  | Allemagne        | 0                | Kenya          | 12 |              |              |  |  |        |        |
|  |                  |                  | Kenya          | 12 |              |              |  |  |        |        |
|  |                  | Pays de Galles   | 7              |    |              |              |  |  |        |        |
|  | Pays de Galles   | Pays de Galles   | 7              | 36 |              |              |  |  |        |        |
|  | Pays de Galles   |                  |                | 36 |              |              |  |  |        |        |
|  | Géorgie          | 0                |                |    |              |              |  |  |        |        |
|  | Géorgie          | 0                | Pays de Galles | 19 |              |              |  |  |        |        |
|  |                  |                  | Pays de Galles | 19 |              |              |  |  |        |        |
|  |                  | Argentine        | 14             |    |              |              |  |  |        |        |
|  | Argentine        | Argentine        | 14             | 24 |              |              |  |  |        |        |
|  | Argentine        |                  |                | 24 |              |              |  |  |        |        |
|  | États-Unis       | 19               |                |    |              |              |  |  |        |        |
|  | États-Unis       | 19               |                |    |              |              |  |  |        |        |

### Matchs de classement

#### Plate
|  | Demi-finales | Demi-finales |       |    | Finale | Finale |
|  | Demi-finales | Demi-finales |       |    | Finale | Finale |
|  |              |              |       |    |        |        |
|  |              |              |       |    |        |        |
|  |              |              |       |    |        |        |
|  | Fidji        | 35           |       |    |        |        |
|  | Fidji        | 35           |       |    |        |        |
|  | France       | 19           |       |    |        |        |
|  | France       | 19           | Fidji | 24 |        |        |
|  |              |              | Fidji | 24 |        |        |
|  |              | Portugal     | 10    |    |        |        |
|  | Portugal     | Portugal     | 10    | 19 |        |        |
|  | Portugal     |              |       | 19 |        |        |
|  | Australie    | 10           |       |    |        |        |
|  | Australie    | 10           |       |    |        |        |

#### Shield
|  | Demi-finales | Demi-finales |        |    | Finale | Finale |
|  | Demi-finales | Demi-finales |        |    | Finale | Finale |
|  |              |              |        |    |        |        |
|  |              |              |        |    |        |        |
|  |              |              |        |    |        |        |
|  | Canada       | 26           |        |    |        |        |
|  | Canada       | 26           |        |    |        |        |
|  | Allemagne    | 24           |        |    |        |        |
|  | Allemagne    | 24           | Canada | 27 |        |        |
|  |              |              | Canada | 27 |        |        |
|  |              | États-Unis   | 7      |    |        |        |
|  | États-Unis   | États-Unis   | 7      | 38 |        |        |
|  | États-Unis   |              |        | 38 |        |        |
|  | Géorgie      | 12           |        |    |        |        |
|  | Géorgie      | 12           |        |    |        |        |

## Bilan
Statistiques sportives 
- Meilleur marqueur du tournoi :  Kurt Baker (7 essais)
- Meilleur réalisateur du tournoi :  Ben Gollings (65 points)